# Pierre Marquis
Pierre Marquis (né le 10 mai 1965) est un informaticien et professeur à l'université d'Artois. Il travaille en intelligence artificielle, plus précisément en représentation des connaissances.

## Carrière
Il est ECCAI (EurAI) Fellow depuis 2009 et AAIA Fellow depuis 2022. Il est lauréat de la médaille d'argent du CNRS en 2025.

## Travaux de recherche
Il a travaillé sur plusieurs thèmes en intelligence artificielle. Il a travaillé sur comment gérer l'inconsistance de connaissances au travers la révision de croyances, l'argumentation et les logiques paraconsistantes. Il a aussi travaillé en compilation des connaissances : comment définir et utiliser des langages logique ou des structures de données adaptées pour effectuer des tâches de raisonnement. Il travaille aussi sur l'explicabilité en IA.